# Kicking Horse Mountain Resort
Kicking Horse Mountain Resort är en vintersportort i British Columbia i västra Kanada.
Extremåkare uppskattar den lätta åtkomsten till bra så kallad backcountryåkning.